# Schloßberg (Grafing bei München)
Der Schloßberg bei Grafing bei München ist ein bewaldeter Hügel südlich der Stadt gelegen. Auf dem Schloßberg hat sich eine frühmittelalterliche Burg befunden, von der
nur noch ein Burgstall vorhanden ist. An seiner Westseite liegt eine Serie von Weihern, wohl auch Spiegelweiher genannt, die vom Haidlinger Bach gespeist werden.